# Muhannad El Tahir
Pour les articles homonymes, voir Tahir.
Muhannad El Tahir est un footballeur soudanais né le 3 décembre 1984. Il évolue au poste de milieu offensif.
Il a participé à la Coupe d'Afrique des nations 2008 avec l'équipe du Soudan.

## Carrière
- 2005- : Al Hilal Khartoum ( Soudan)

## Palmarès
- Champion du Soudan en 2006 et 2007 avec Al Hilal Omdurman